# Variano
Variano (Varian in friulano) è una frazione del comune di Basiliano che conta circa 950 abitanti. 
Nei secoli passati ha avuto un ruolo preminente soprattutto dal punto di vista religioso: è stata infatti pieve matrice per la maggior parte delle chiese della zona, con la prima citazione nei documenti risalente al 1190 (tuttavia la pieve risale presumibilmente al secolo VIII). In seguito è stata centro dell'omonima forania, soppressa nel 2018 in seguito alla riforma della Diocesi di Udine; oggi è centro dell'omonima Collaborazione Pastorale comprendente le parrocchie dei comuni di Basiliano e Mereto. Nel 2018, in occasione della festa del patrono san Giovanni Battista, l'arcivescovo di Udine mons. Andrea Bruno Mazzocato ha consacrato come Duomo la chiesa parrocchiale.

## Storia
I primi insediamenti risalgono all'età del bronzo, come testimoniano i ritrovamenti e il castelliere stesso dove sorgeva anticamente il villaggio e dove oggi è ancora visibile la chiesetta campestre di San Leonardo (XIV-XV secolo).
In seguito alla fondazione di Aquileia (181 a.C.) prese il nome dalla famiglia romana a cui venne assegnato, la gens Varia, a cui appartennero famosi personaggi dell'antica Roma come Gaio Terenzio Varrone (console), Marco Terenzio Varrone (erudito), Vario Rufo (che curò l'edizione dell'Eneide in seguito alla morte di Virgilio) o Publio Terenzio Varrone (letterato).
Nei secoli seguenti subì numerosi attacchi da parte degli Ungari (tra il 921 e il 952, e poi ancora nel 1411) e dei Turchi, e anche se venne spesso distrutto gli abitanti ricostruirono ogni volta le mura e le case. L'attacco più famoso è quello del 1477, quando una colonna dell'esercito turco-bosniaco attaccò Variano ma gli abitanti, "spronati dal pievano pre' Francesco Lazzari che li incitava brandendo una grande croce", come raccontano le cronache, respinsero gli assalitori.
Del 1190 è il primo documento che lo attesta come plebs, ovvero pieve con supremazia religiosa sui paesi circostanti, guidata quell'anno da  pre' Johannes plebanus de Variano. In realtà essendo citato nel Codice della Chiesa di Grado (X secolo) laddove si parla del patriarca Niceta (454) possiamo ritenere che la pieve di Variano appartenga al gruppo delle prime pievi ad essere istituite, appunto nel V secolo.
Nel 1288 venne data in feudo a Pandolfo di Caporiacco e Villalta, e questo vi fece costruire un castello sul colle che nel frattempo aveva preso il nome di Spelagallo. Venuto il Villalta a contesa con Gerardo da Camino, quest'ultimo attaccò Variano nel 1294, ma il patriarca Raimondo della Torre venne in aiuto dei Varianesi. Quando però Detalmo da Villalta si rifiutò di pagare il patriarca per il suo aiuto, questo fece distruggere il castello nel 1298.

## Società

### Istituzioni, enti ed associazioni
L'associazionismo, seppur in forma ridotta rispetto al recente passato, e tutt'ora centrale nella vita del paese. Sono presenti diversi gruppi, sia sportivi che culturali.
- Pro Loco Pro Variano: Fondata nel 1993 sulle basi del precedente Comitato Festeggiamenti, attualmente è guidata da Andrea Cecchini. Per oltre 50 anni ha organizzato il Luglio Varianese, la principale manifestazione estiva della zona, e ha partecipato per diversi anni a Sapori Pro Loco.
- Gruppo Sportivo Varianese: società ciclistica dal grande seguito e molto attiva, è guidata da Massimo Paravano, succeduto al padre Irenio. Organizza ogni anno la coppa "Fratelli Paravano".
- Aulùs APS: associazione culturale che opera principalmente a favore della lingua friulana tramite il doppiaggio amatoriale e la pubblicazione della rivista Contee Furlane (www.associazioneaulus.it). Attualmente il presidente è Francesco Spizzamiglio.
- Highlanders Variano: società di amatori, fondata nel 1986.
- Corale Varianese: fondata negli anni '80 e sempre in attività sia localmente che in trasferta, si occupa sia di repertorio sacro che profano. Attualmente è diretta dalla maestra Michela Gani e il presidente è Germano Monassi.
- Amis Alpins Varian: associazione che riunisce gli alpini del paese e che contribuisce ad animare la vita sociale del paese con piccole manifestazioni e quella religiosa con il supporto durante le tradizionali processioni.
- Parrocchia di san Giovanni Battista: Antica pieve matrice da cui nel corso dei secoli si sono staccate le altre parrocchie del comune, fino al 2018 è stata centro della Forania di Variano. Con la riorganizzazione della Diocesi e la nascita della Forania del Medio Friuli, è diventata il centro della Collaborazione Pastorale di Variano che riunisce le parrocchie del territorio dei comuni di Basiliano e Mereto di Tomba. Oltre al parroco sono presenti il Gruppo di riferimento parrocchiale e il Consiglio per gli affari economici.

La squadra del Variano è inoltre l'attuale detentrice della coppa del torneo di calcio delle frazioni del comune di Basiliano, ottenuta battendo in finale il Villaorba per 4 a 2. Si tratta della seconda volta che il Variano ha saputo aggiudicarsi il trofeo, dopo la vittoria della prima edizione nel 2000.

## Cultura

### Eventi
- Luglio Varianese: evento principale della zona, ha superato le 50 edizioni. All'inizio era organizzato dal Comitato Festeggiamenti presso il campo di calcio di Variano, poi è stato spostato sul colle di San Leonardo. Attualmente organizzato dalla Pro Loco, è caratterizzato dall'ampia proposta culinaria, dalla ricca pesca, dalla pista da ballo con musica dal vivo abbinata alla zona giovani con discoteca e birreria. Sono presenti durante l'evento anche una pregiata enoteca e la pizzeria.
- Festa dei lustri: organizzata dalla parrocchia per le coppie che festeggiano i lustri di matrimonio, si svolge a novembre.
- Pranzo paesano: organizzato con la parrocchia in collaborazione con diverse associazioni del paese, si svolge in occasione della festa del patrono san Giovanni Battista (la domenica più vicina al 24 giugno)
- Castagnata: organizzata dagli alpini ad inizio novembre
- Pignarul: organizzato dalla Pro Loco il 6 gennaio

## Luoghi di interesse
- Duomo di san Giovanni Battista: la chiesa parrocchiale, si trova al centro del paese; è la chiesa più grande del comune. Già documentata del XII secolo, subì diversi interventi nel XVII secolo, fino ad essere notevolmente ampliata nella prima metà del secolo scorso. L'altar maggiore, di pregevole fattura settecentesca, presenta la statua del patrono e quella di san Valentino, mentre i due altari laterali sono dedicati alla Madonna (con statue di san Domenico e santa Rosa da Lima) e a san Rocco. 
- Chiesetta di san Leonardo: situata sul colle omonimo, è una semplice chiesetta formata da una sola aula. Nonostante fosse presente una chiesa sin da molto prima, l'attuale edificio risale al XVI secolo (gli affreschi sono datati 1529). Interamente decorata dal Thanner o dalla sua scuola, purtroppo una parte degli affreschi è andata perduta quando, probabilmente già nel XVI secolo, le pareti sono state rivestite di calce in seguito ad una epidemia. 
- Colle di san Leonardo: Simbolo del paese, è un colle di origine miocenica: una terrazza, sovraelevata sulla pianura di 7-8 m. e, con la rupe su cui sorge la chiesetta di S. Leonardo, 12 m.  Qui si è sviluppato il primo nucleo abitativo risalente all'età del bronzo, e ancora oggi si intuiscono le forme dell'antico castelliere. Qui poi si sono insediati i romani che hanno dato il nome al centro abitato. Oggi è sede del Parco della Rimembranza e della sagra paesana, il "Luglio Varianese", che si svolge da oltre 50 anni.